# ICMRS
ICMRS Galați este o companie de construcții din România.
Compania a fost antreprenorul general al combinatului siderurgic Sidex Galați, denumit în prezent Mittal Steel Galați.
Principalii acționari ai companiei sunt asociația salariaților și conducerii, care deține 49,16% din titluri, Amerom SA - 35,52%, iar alți actionari - 15,32%.
Cifra de afaceri în 2007: 60 milioane lei (17,9 milioane euro)
Venit net în 2007: 1,2 milioane lei (377.000 de euro)